# Eldnackad lövsalsfågel
Eldnackad lövsalsfågel (Sericulus bakeri) är en fågel i familjen lövsalsfåglar inom ordningen tättingar.

## Utseende och läten
Eldnackad lövsalsfågel är en 27 cm lång medlem av familjen. Hanen är svart med eldröd hjässa och nacke och en guldgul vingfläck. Honan är musbrun med mörk fjällning på den smutsvita undersidan. Bland lätena hörs raspiga, väsande och möjligen även härmande läten.

## Utbredning och systematik
Fågeln förekommer i bergsskogar i Adelbertbergen på nordöstra Nya Guinea. Den behandlas som monotypisk, det vill säga att den inte delas in i några underarter.

## Status
Eldnackad lövsalsfågel har ett mycket litet utbredningsområde och antas också ha en liten världspopulation, uppskattad till mellan 2 500 och 10 000 vuxna individer. Beståndet anses dock vara stabilt. Internationella naturvårdsunionen IUCN kategoriserar arten som nära hotad.

## Namn
Fågelns vetenskapliga artnamn hedrar George Fisher Baker, Jr. (1878-1937), amerikansk bankman, samlare av specimen och förvaltare vid American Museum of Natural History.